# Chenières
Chénières est une commune française située dans le département de Meurthe-et-Moselle, en région Grand Est.

## Géographie

### Description
Chénières est située à environ 7 km de la ville de Longwy et à 14 km de la frontière Luxembourg/Belgique.C'est un petit village de campagne de la région Lorraine qui vit de l'implantation de travailleurs frontaliers, mais aussi d'exploitations agricoles et d'entreprises artisanales.

### Communes limitrophes
Les communes limitrophes sont Baslieux, Cutry, Haucourt-Moulaine, Laix, Mexy, Réhon, Ugny et Villers-la-Montagne.
| Réhon | Mexy      | Haucourt-Moulaine   |
| Cutry | Chenières | Villers-la-Montagne |
| Ugny  | Baslieux  | Laix                |

### Hydrographie
La commune est dans le bassin versant de la Meuse au sein du bassin Rhin-Meuse. Elle n'est drainée par aucun cours d'eau,.

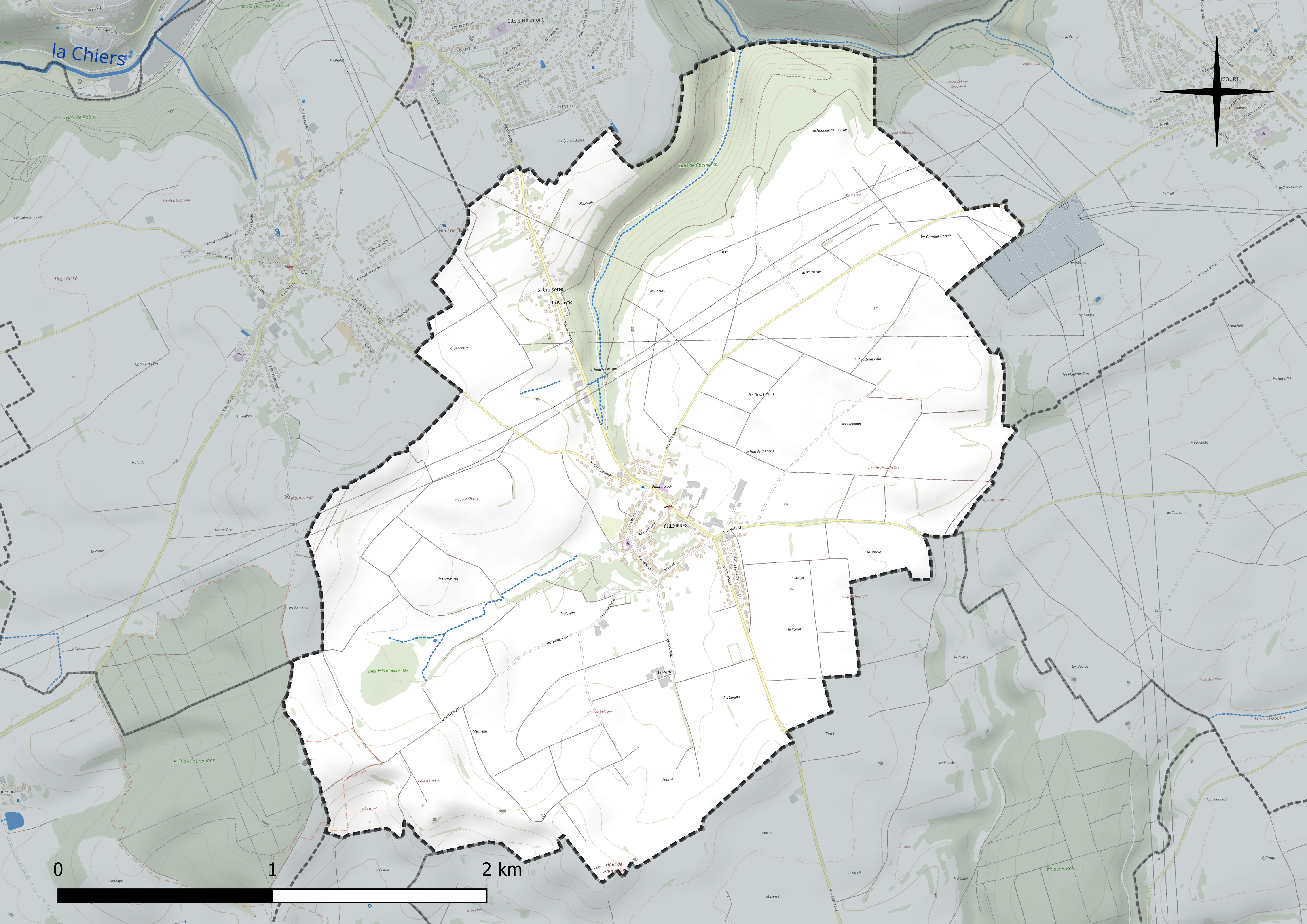
Réseau hydrographique de Chenières.

### Climat
Pour des articles plus généraux, voir Climat du Grand Est et Climat de Meurthe-et-Moselle.
En 2010, le climat de la commune est de type climat de montagne, selon une étude du Centre national de la recherche scientifique s'appuyant sur une série de données couvrant la période 1971-2000. En 2020, Météo-France publie une typologie des climats de la France métropolitaine dans laquelle la commune est exposée à un climat semi-continental et est dans la région climatique Lorraine, plateau de Langres, Morvan, caractérisée par un hiver rude (1,5 °C), des vents modérés et des brouillards fréquents en automne et hiver.
Pour la période 1971-2000, la température annuelle moyenne est de 9 °C, avec une amplitude thermique annuelle de 16,4 °C. Le cumul annuel moyen de précipitations est de 869 mm, avec 12,7 jours de précipitations en janvier et 9,4 jours en juillet. Pour la période 1991-2020, la température moyenne annuelle observée sur la station météorologique de Météo-France la plus proche, « Villette », sur la commune de Villette à 16 km à vol d'oiseau, est de 10,1 °C et le cumul annuel moyen de précipitations est de 909,4 mm. 
La température maximale relevée sur cette station est de 39 °C, atteinte le 25 juillet 2019 ; la température minimale est de −14,8 °C, atteinte le 20 décembre 2009,,.
Les paramètres climatiques de la commune ont été estimés pour le milieu du siècle (2041-2070) selon différents scénarios d'émission de gaz à effet de serre à partir des nouvelles projections climatiques de référence DRIAS-2020. Ils sont consultables sur un site dédié publié par Météo-France en novembre 2022.

## Urbanisme

### Typologie
Au 1er janvier 2024, Chenières est catégorisée ceinture urbaine, selon la nouvelle grille communale de densité à sept niveaux définie par l'Insee en 2022.
Elle appartient à l'unité urbaine de Longwy (partie française), une agglomération internationale regroupant onze  communes, dont elle est une commune de la banlieue,,. Par ailleurs la commune fait partie de l'aire d'attraction de Longwy, dont elle est une commune de la couronne,. Cette aire, qui regroupe 23 communes, est catégorisée dans les aires de moins de 50 000 habitants,.

### Occupation des sols

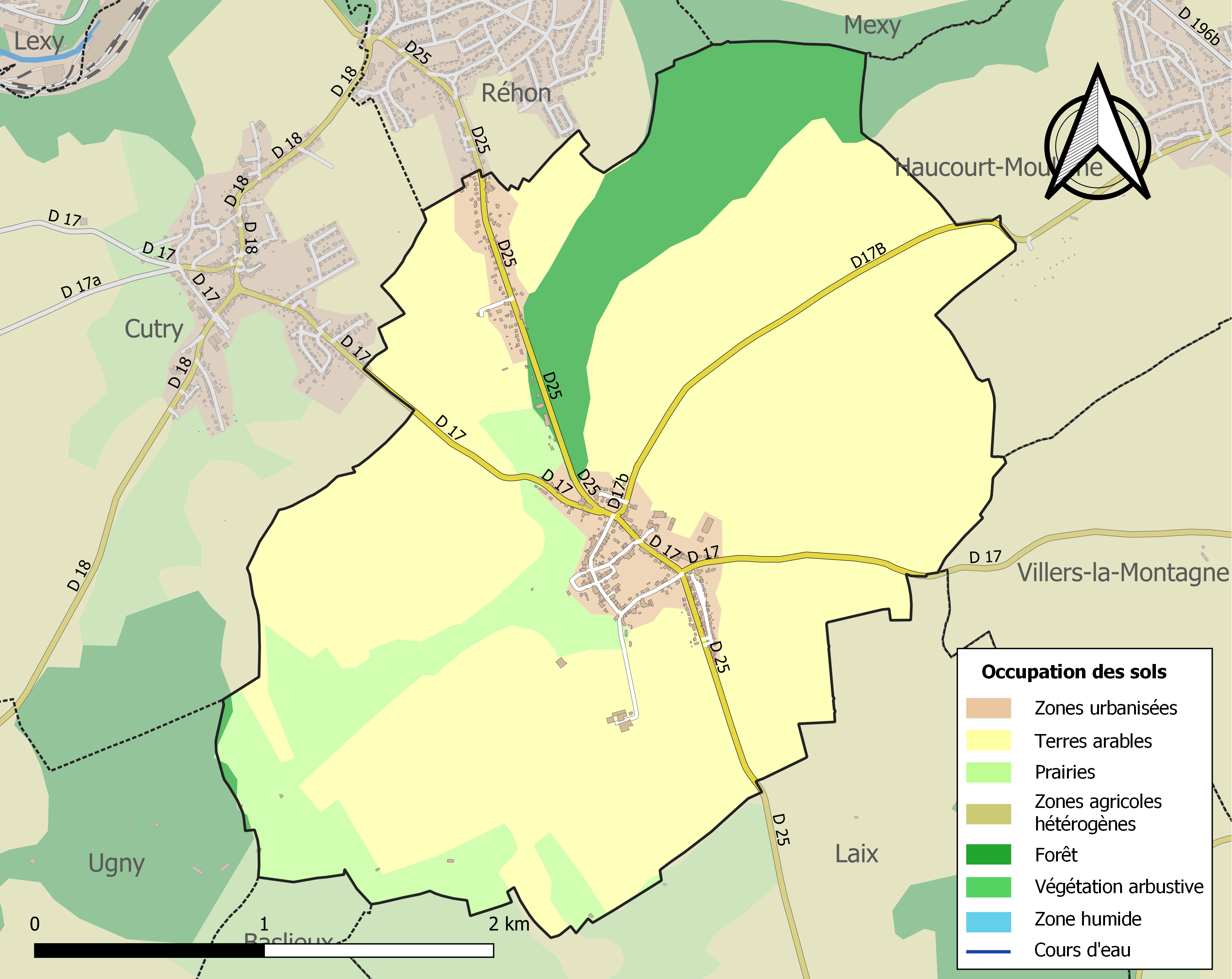
Carte des infrastructures et de l'occupation des sols de la commune en 2018 (CLC).

L'occupation des sols de la commune, telle qu'elle ressort de la base de données européenne d’occupation biophysique des sols Corine Land Cover (CLC), est marquée par l'importance des territoires agricoles (83,5 % en 2018), en diminution par rapport à 1990 (86,3 %). La répartition détaillée en 2018 est la suivante : 
terres arables (71,6 %), prairies (11,9 %), forêts (10,6 %), zones urbanisées (5,8 %). L'évolution de l’occupation des sols de la commune et de ses infrastructures peut être observée sur les différentes représentations cartographiques du territoire : la carte de Cassini (XVIIIe siècle), la carte d'état-major (1820-1866) et les cartes ou photos aériennes de l'IGN pour la période actuelle (1950 à aujourd'hui).

### Habitat et logement
En 2020, le nombre total de logements dans la commune était de 273, alors qu'il était de 270 en 2015 et de 245 en 2010.
Parmi ces logements, 94,7 % étaient des résidences principales, 1,8 % des résidences secondaires et 3,5 % des logements vacants. Ces logements étaient pour 89,9 % d'entre eux des maisons individuelles et pour 10,1 % des appartements.
Le tableau ci-dessous présente la typologie des logements à Chenières en 2020 en comparaison avec celle de Meurthe-et-Moselle et de la France entière. Une caractéristique marquante du parc de logements est ainsi une proportion de résidences secondaires et logements occasionnels (1,8 %) inférieure à celle du département (2,1 %) et à celle de la France entière (9,7 %). Concernant le statut d'occupation de ces logements, 85,8 % des habitants de la commune sont propriétaires de leur logement (85,2 % en 2015), contre 57,3 % pour la Meurthe-et-Moselle et 57,5 pour la France entière.
| Typologie                                               | Chenières | Meurthe-et-Moselle | France entière |
| ------------------------------------------------------- | --------- | ------------------ | -------------- |
| Résidences principales (en %)                           | 94,7      | 88,6               | 82,1           |
| Résidences secondaires et logements occasionnels (en %) | 1,8       | 2,1                | 9,7            |
| Logements vacants (en %)                                | 3,5       | 9,3                | 8,2            |

## Toponymie
Le nom de la localité est attesté sous les formes Cheniers (1594) ; Chesnieres (1689) ; Chênière (1756).

Le toponyme Chenières est issu du gaulois cassanos signifiant chêne et du suffixe roman collectif -eta.

## Histoire

### Ancien Régime
Village de l'ancienne province du Barrois.

### Époque contemporaine
Au début de la Première Guerre mondiale, le village est quasi entièrement incendié le 22 août 1914 par les Allemands, sauf l'église et une maison.
L'armée impériale allemande exécute 22 civils et détruit 95 maisons, lors des atrocités allemandes commises au début de l'invasion. L'unité mise en cause est le 22e RI - Régiment d'Infanterie-.

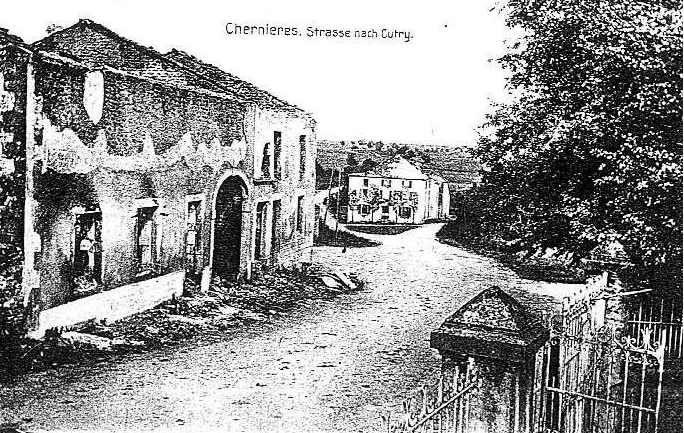
Carte postale allemande - vue direction Cutry.

## Politique et administration

### Rattachements administratifs et électoraux

#### Rattachements administratifs
La commune se trouve dans l'arrondissement de Briey du département de Meurthe-et-Moselle.
Elle faisait partie de 1801 à 1973  du canton de Longwy, année où elle intègre le canton de Mont-Saint-Martin. Dans le cadre du redécoupage cantonal de 2014 en France, cette circonscription administrative territoriale a disparu, et le canton n'est plus qu'une circonscription électorale.

#### Rattachements électoraux
Pour les élections départementales, la commune fait partie depuis 2014 d'un nouveau canton de Longwy porté à hui communes
Pour l'élection des députés, elle fait partie de la troisième circonscription de Meurthe-et-Moselle.

### Intercommunalité
La commune est membre de la communauté d'agglomération dénommée depuis 2021 Grand Longwy Agglomération, un établissement public de coopération intercommunale (EPCI) à fiscalité propre créé en 2017 sous le nom de communauté d'agglomération de Longwy par transformation de la  communauté de communes de l'Agglomération de Longwy  et auquel la commune adhéré en 1998 et avait transféré un certain nombre de ses compétences, dans les conditions déterminées par le code général des collectivités territoriales.
Cette communauté de commune avait elle-même été créée en 2002 par transformation d'un district constitué en 1960 et qui avait progressivement intégré d'autres communes.

### Liste des maires
| Période                                  | Période                   | Identité        | Étiquette  | Qualité                                     |
| ---------------------------------------- | ------------------------- | --------------- | ---------- | ------------------------------------------- |
| Les données manquantes sont à compléter. |                           |                 |            |                                             |
| mars 1911                                | mars 1923                 | Edmond Georges  |            |                                             |
| mars 1923                                | mars 1929                 | Georges Nésen   |            |                                             |
| mars 1929                                | mars 1965                 | Emile Gircour   |            |                                             |
| mars 1965                                | mars 1995                 | Noël Gircour    |            |                                             |
| mars 1995                                | mars 2008                 | Francis Baudy   |            |                                             |
| mars 2008                                | mai 2012                  | Gérard Grotto   |            | Mort en fonction                            |
| juin 2012                                | 2014                      | Bruno Baudson   | PCF        |                                             |
| 2014                                     | En cours (au 6 juin 2023) | Richard Raullet | Reconquête | Ancien cadre Réélu pour le mandat 2020-2026 |

## Population et société

### Démographie
L'évolution du nombre d'habitants est connue à travers les recensements de la population effectués dans la commune depuis 1793. Pour les communes de moins de 10 000 habitants, une enquête de recensement portant sur toute la population est réalisée tous les cinq ans, les populations de référence des années intermédiaires étant quant à elles estimées par interpolation ou extrapolation. Pour la commune, le premier recensement exhaustif entrant dans le cadre du nouveau dispositif a été réalisé en 2006.

En 2022, la commune comptait 600 habitants, en évolution de −5,36 % par rapport à 2016 (Meurthe-et-Moselle : −0,13 %, France hors Mayotte : +2,11 %).
| 1793 | 1800 | 1806 | 1821 | 1836 | 1841 | 1861 | 1866 | 1872 |
| ---- | ---- | ---- | ---- | ---- | ---- | ---- | ---- | ---- |
| 312  | 317  | 340  | 345  | 371  | 362  | 376  | 353  | 316  |

| 1876 | 1881 | 1886 | 1891 | 1896 | 1901 | 1906 | 1911 | 1921 |
| ---- | ---- | ---- | ---- | ---- | ---- | ---- | ---- | ---- |
| 333  | 325  | 329  | 345  | 325  | 299  | 294  | 305  | 161  |

| 1926 | 1931 | 1936 | 1946 | 1954 | 1962 | 1968 | 1975 | 1982 |
| ---- | ---- | ---- | ---- | ---- | ---- | ---- | ---- | ---- |
| 250  | 308  | 339  | 258  | 261  | 342  | 431  | 466  | 452  |

| 1990 | 1999 | 2006 | 2011 | 2016 | 2021 | 2022 | - | - |
| ---- | ---- | ---- | ---- | ---- | ---- | ---- | - | - |
| 512  | 531  | 578  | 632  | 634  | 610  | 600  | - | - |

### Manifestations culturelles et festivités

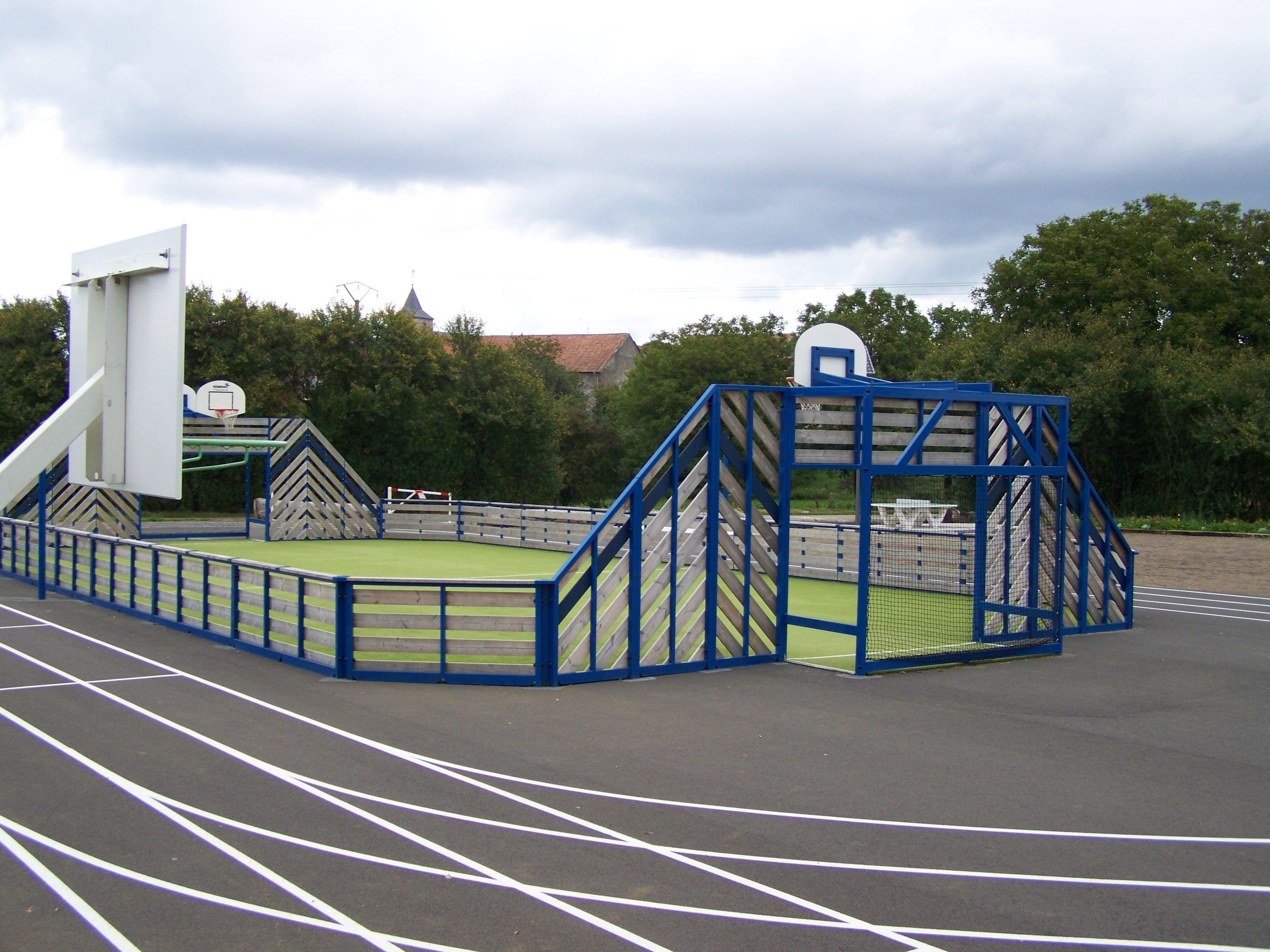
Partie football et athlétisme.

- La fête patronale premier dimanche d'août.
- Sortie et Événements de l'AFR.
- Marche Gourmande de l'AFR.
- Repas de l'ARPA.

### Sports et loisirs
- Terrain « City Stade - Gérard-Grotto » Football, ping-pong, basket, pétanque, athlétisme.
- Terrain de football.

## Culture locale et patrimoine

### Lieux et monuments
- Église Saint-Loup de Chenières XIXe siècle, remaniée XXe siècle : tour romane remaniée, restaurée XXIe siècle.
- Un lavoir qui a été rénové.
- Une ancienne pompe à eau, non fonctionnelle.
- Monument aux morts (Première et Seconde Guerres mondiales).
- Sept croix de chemin.

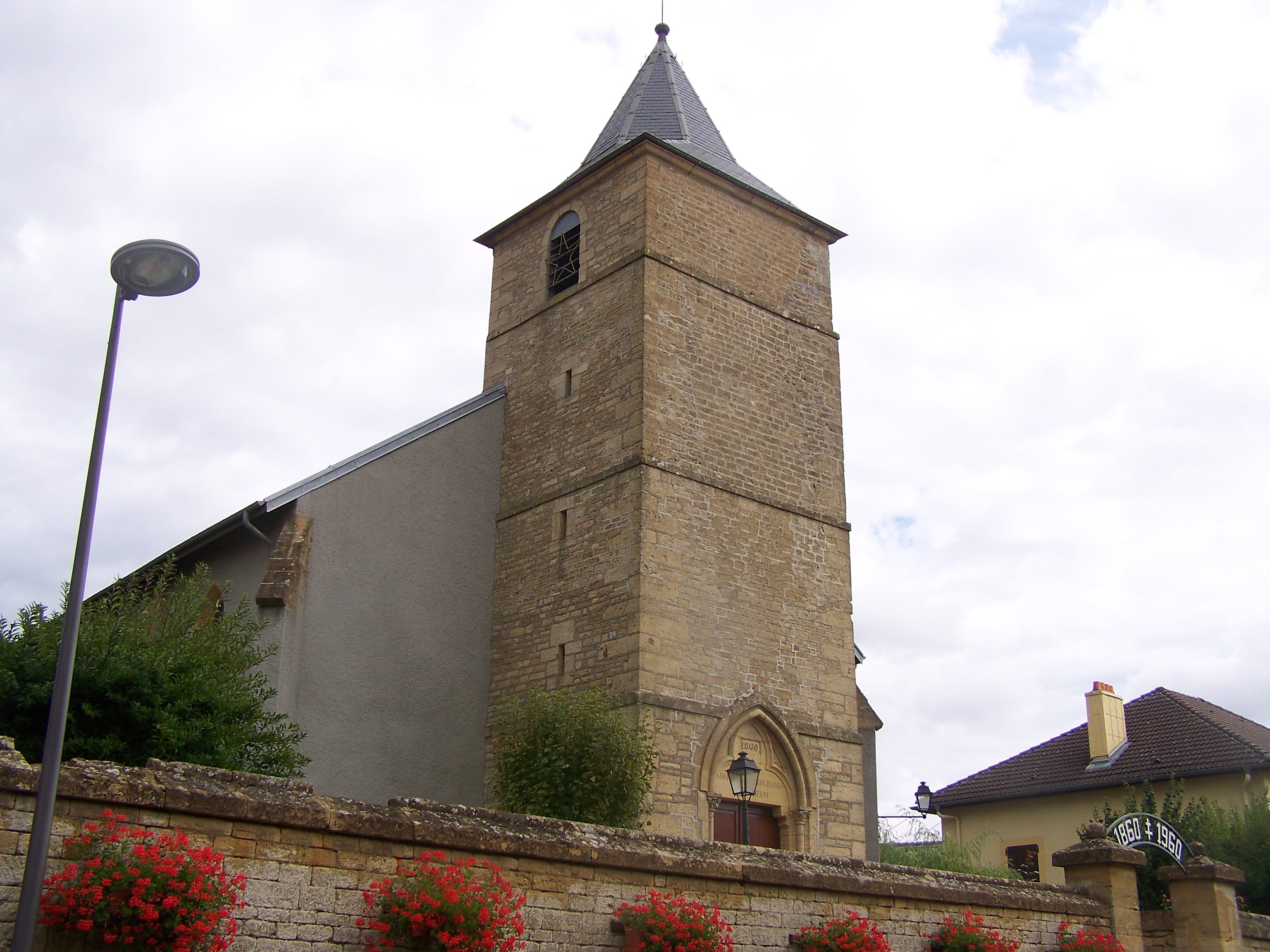
Église Saint-Loup.
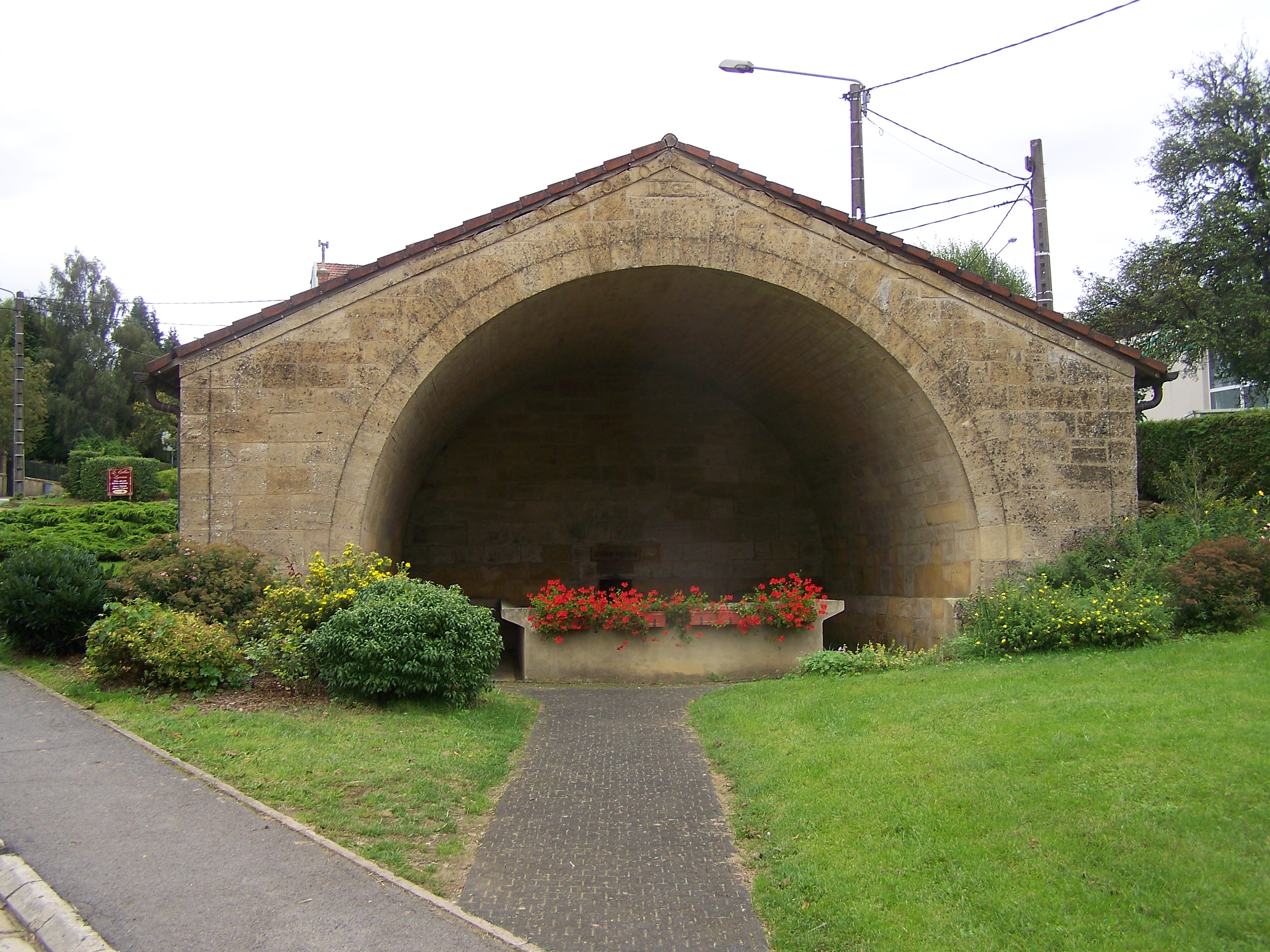
Lavoir.
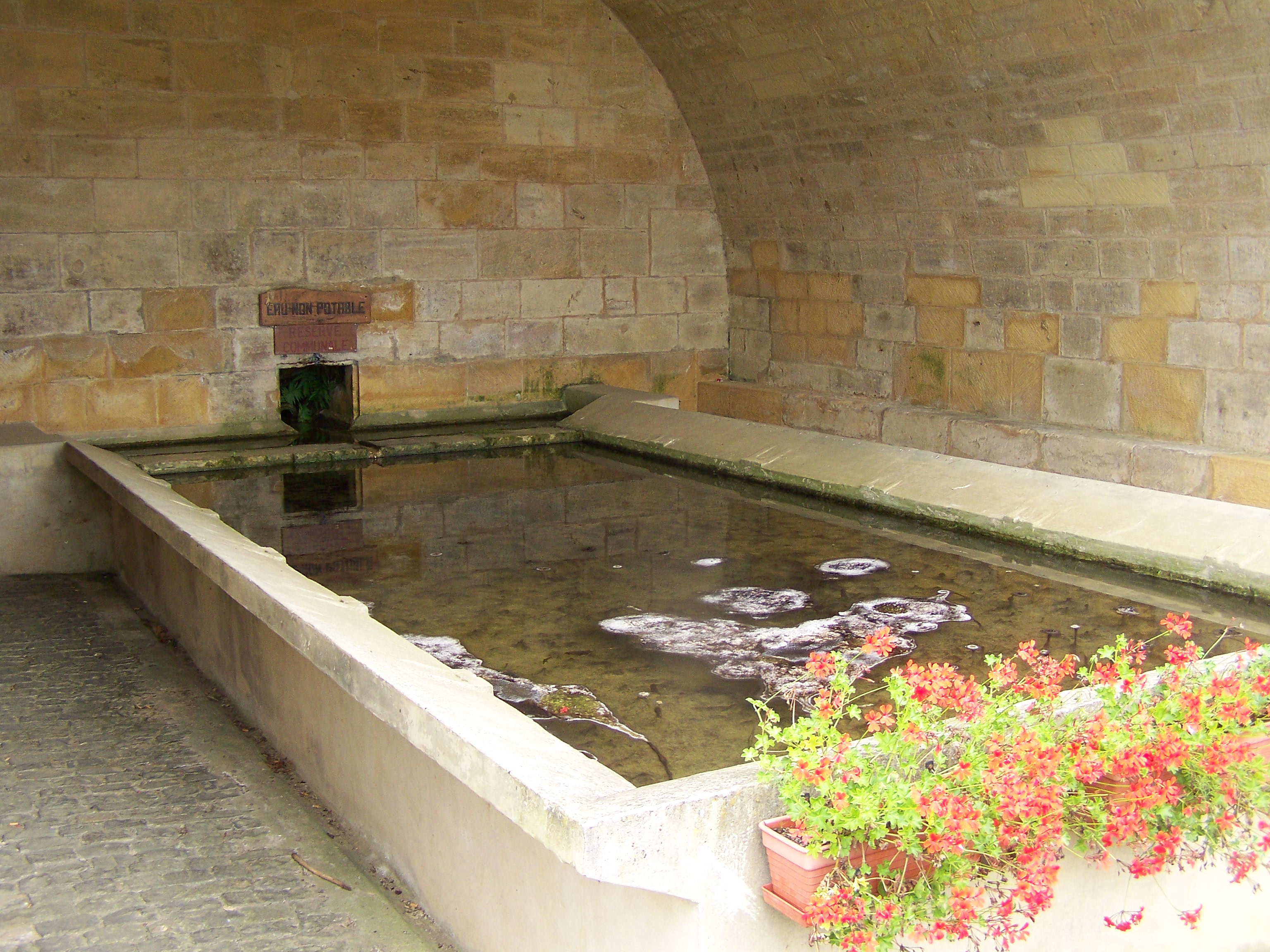
Intérieur du lavoir.
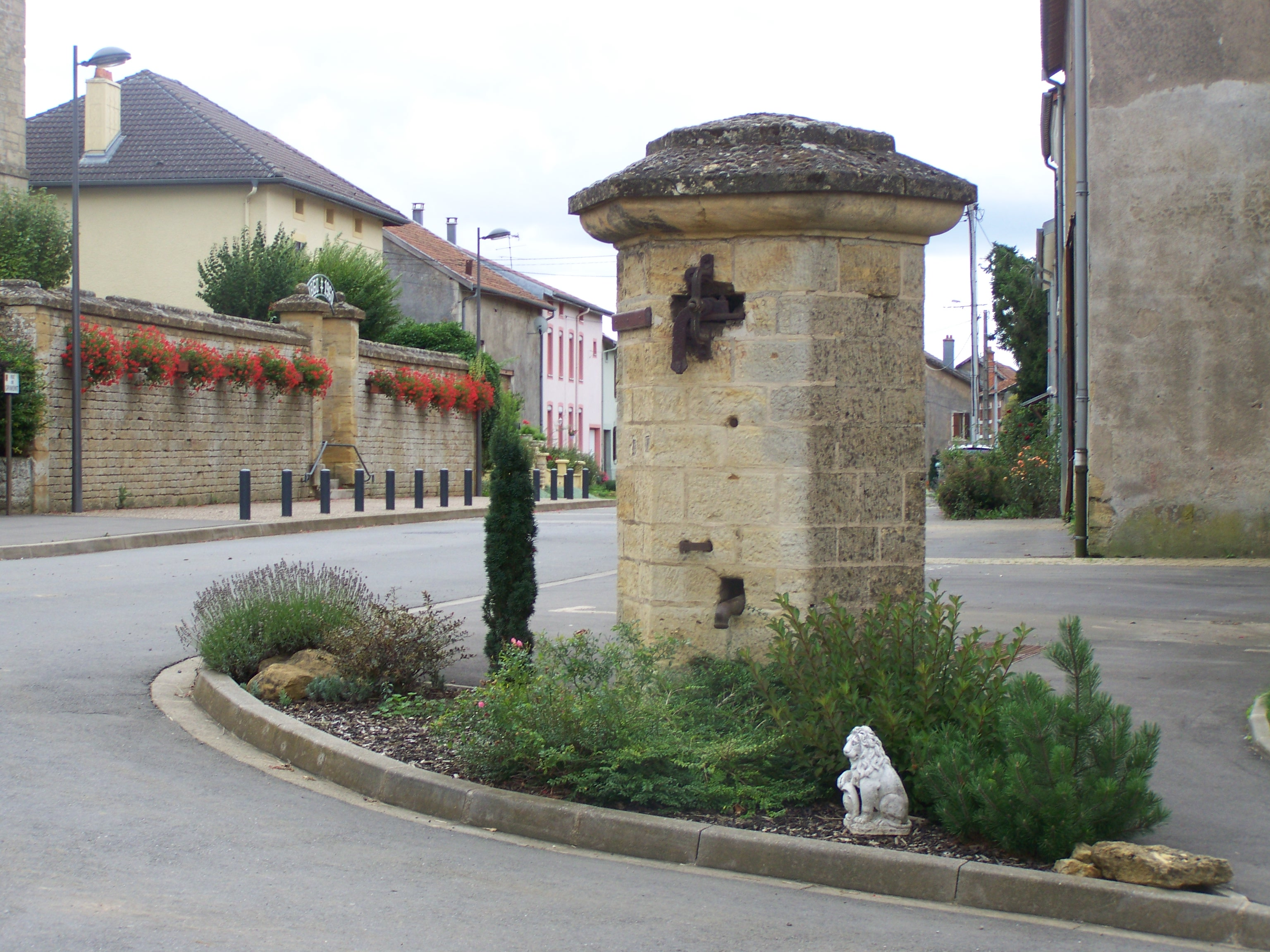
L'ancienne pompe à eau.
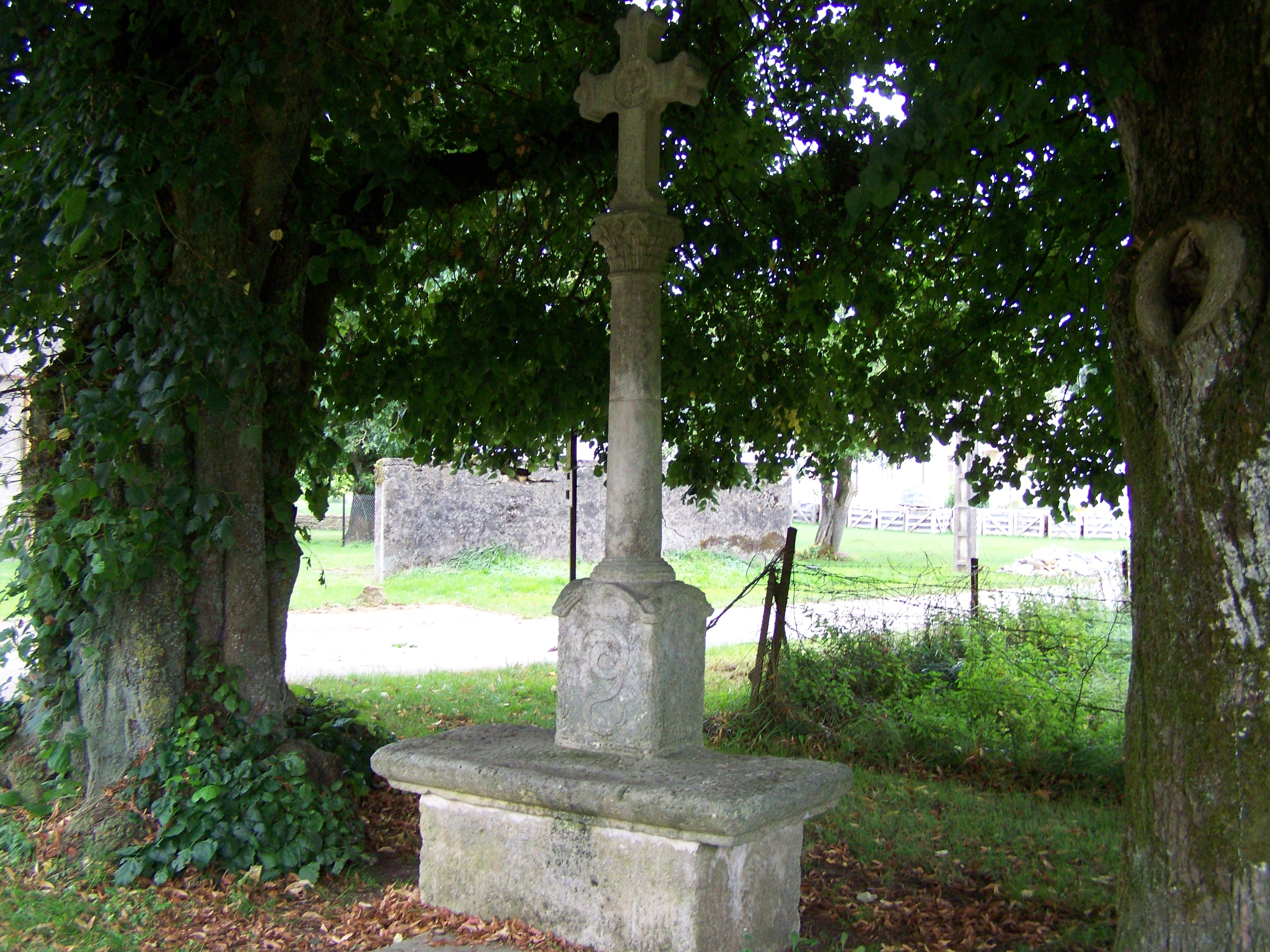
Croix de chemin.
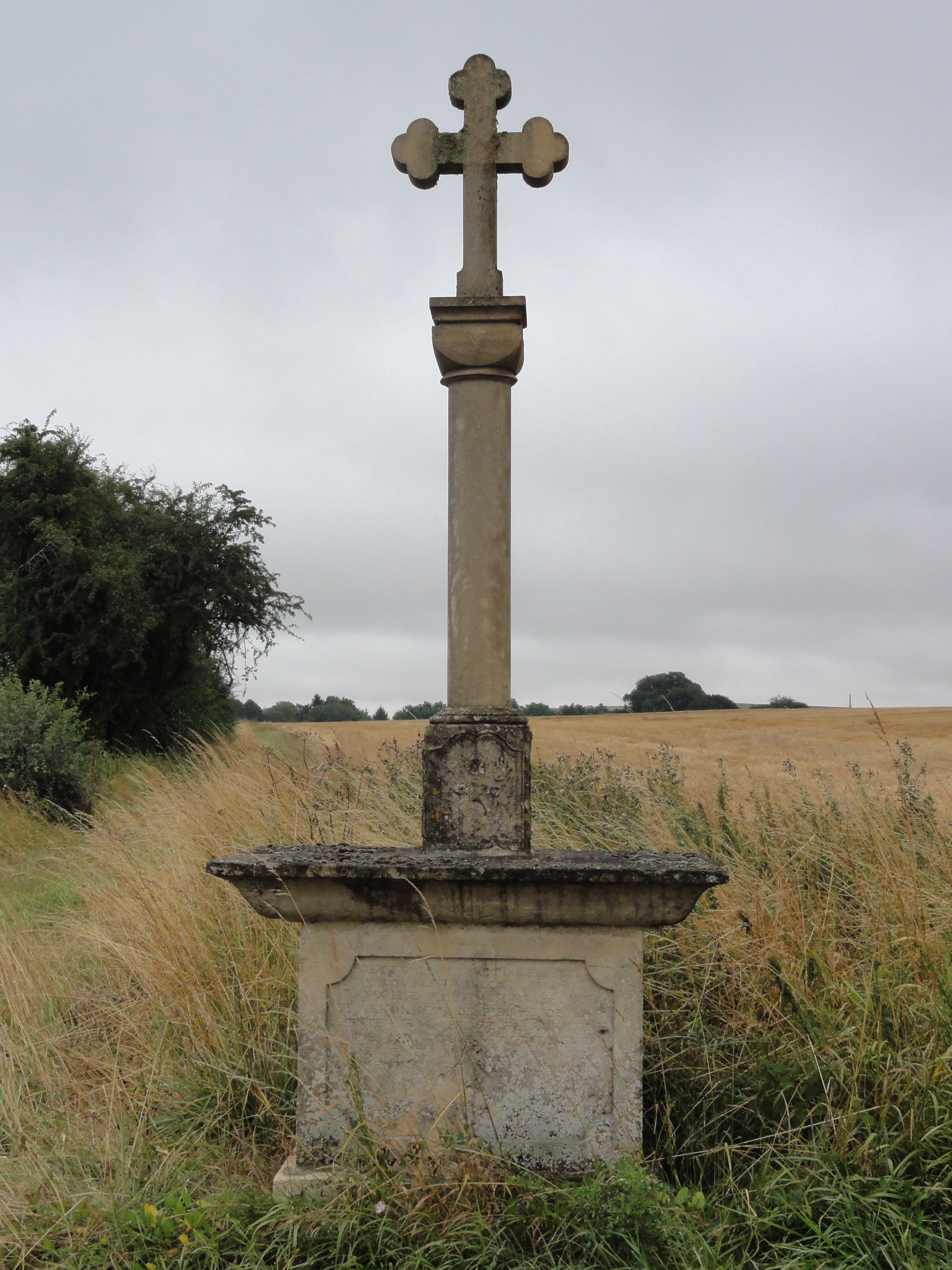
Croix de chemin.
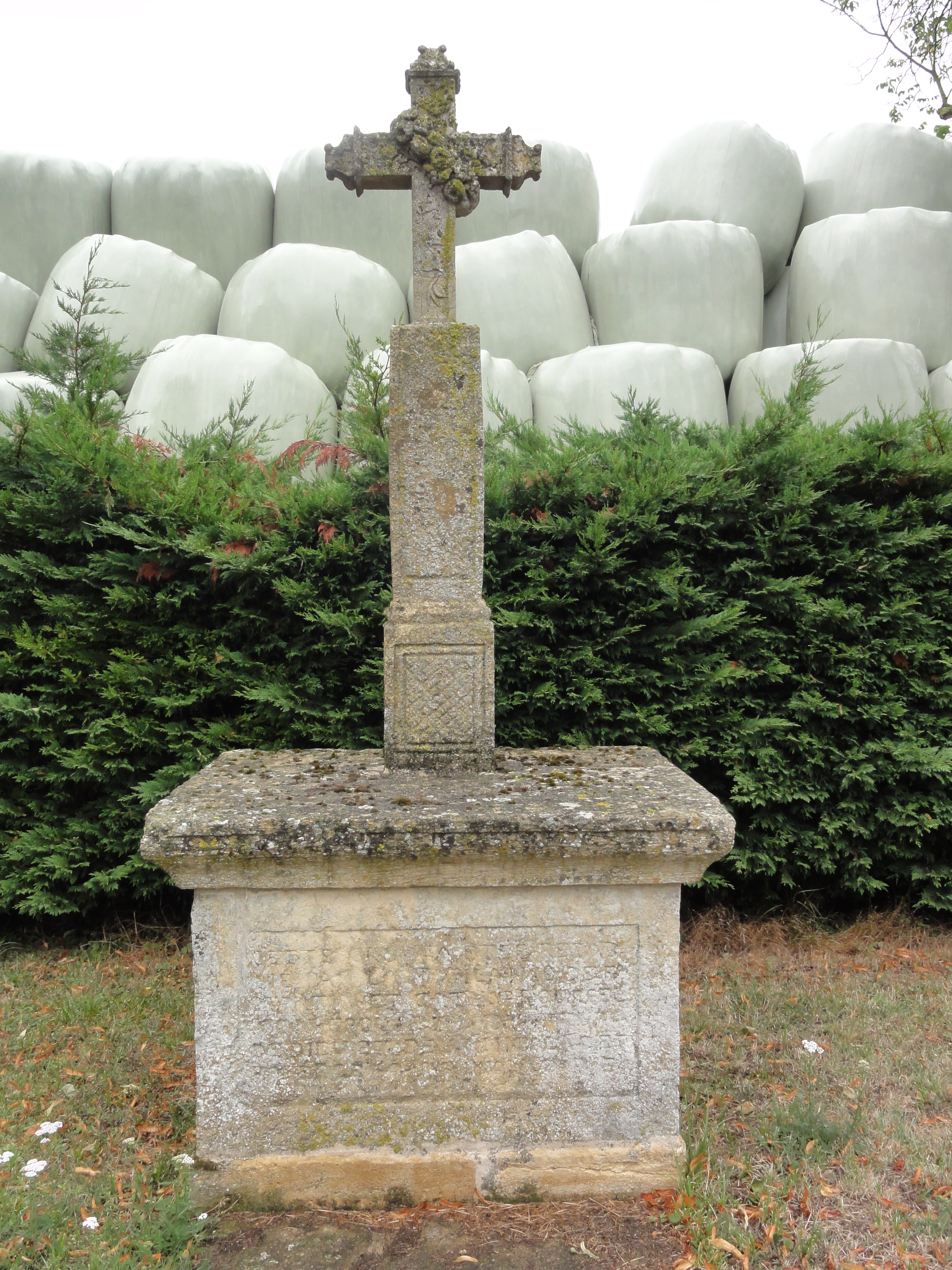
Croix de chemin.

### Personnalités liées à la commune
- Modeste Vonner (1902-1982), aviateur né à Chenières, pilote militaire et pilote d'essai.
- Jean Panno (1932-1991), joueur de rugby né à Chenières devenu directeur technique de l'équipe de France de rugby à XIII.

### Héraldique, logotype et devise
| Blason de Chenières | Blason  | D'or à la croix de gueules cantonnée de quatre branches de chêne de sinople.          |
| Blason de Chenières | Détails | Armes parlantes. (branches de chêne) Le statut officiel du blason reste à déterminer. |

## Pour approfondir